# 永贞革新
永贞革新，又稱永貞改革，指中国唐朝中期（805年）唐顺宗依靠王伾、王叔文，进行的试图打击宦官特权的政治革新运动，此運動得到新晋士族的支持，受到守旧大臣的反对，最後宦官俱文珍等人逼唐順宗內禪予其子唐憲宗，是為永貞內禪，改革結束，推動改革的二王八司马均遭貶斥。

## 內容
唐德宗於貞元二十一年（805年）驾崩，同情民生疾苦的太子李诵继位，是為顺宗。登基初即重用帝師王叔文，展開了自上而下的一場政治改革，是為永貞革新。王叔文擔任鹽鐵轉運副使；王伾任散騎常侍；韋執誼任同平章事。王叔文還重用韓泰、韓曄、柳宗元、劉禹錫、陳諫、凌准、程異、陸質、呂溫、李景儉、房啟等士大夫，他們形成了一個以王叔文為首的改革派。
王叔文的改革團隊为掌握财政，任命有声望的老臣杜佑为宰相兼度支使及诸道盐铁转运使，以收服民心，但实权掌握在副使王叔文手中。
改革派在針對宦官方面，則以東宮系統的李忠言對抗神策軍系統的俱文珍、劉光琦等。但由於以整肅宦官為訴求，故無法得到內侍省支持。他們也試圖掌握俱文珍等人把持的神策军兵权，遂任命老将范希朝为「左右神策京西诸城镇行营兵马节度使」，实权掌握在行军司马韩泰手中。
改革派以貪腐罪名，貶京兆尹道王李實為通州（今四川達州）長史，長安官民大悅。
他們同時採取了一系列的改革措施，主要有：抑制藩鎮勢力，加強朝廷權力，並試圖收回在宦官和藩鎮手中的兵權；
廢除宮市，罷黜雕坊、鶻坊、鷂坊、狗坊、鷹坊的宦官（稱為五坊小兒）；
貶斥貪官污吏；整頓稅收，廢除地方官吏和地方鹽鐵使的額外進奉，史稱「市里歡呼」「人情大悅」。

## 失敗
唐顺宗于即位前夕中风並癱瘓，言语不清，只有牛昭容能听得懂他的话。改革團隊發布命令速度極快，隨意貶謫其他黨派。而且王伾貪贓受賄，眾所周知。當時文武百官見皇帝病重如此，非常想要確定儲君，但王叔文改革團隊卻為了掌權，卻非常反對，尤其牛昭容最為反對，認為這樣會喪失大權。永貞革新期間，裴度持观望态度。拜相的韦执谊试图拉拢岳父老臣杜黄裳，被拒绝。
宦官俱文珍等遂和外藩剑南节度使韦皋、荆南节度使裴均、河东节度使严绶联合反对改革派，迫使唐顺宗立长子李纯为太子。八月，順宗被迫退位，禪讓予太子，史称「永贞内禅」。永贞革新宣告失败，前后共146天。
改革團隊失败后，其主要人物均被贬斥，王伾、王叔文，與韋執誼、韓泰、陳諫、柳宗元、劉禹錫、韓曄、凌准、程異等八人皆被貶為偏遠州的司馬，史称二王八司马。顺宗崩，有流言被刺殺（參考《辛公平上仙》）。至於支持改革的宰相韋執誼，則被貶崖州司馬。

## 名称
虽然被称为永贞革新，然而实际上唐顺宗须逾年改元，而其施行革新时的年号仍然为贞元二十一年（805年），永贞年号出现时，改革已全面失败。